# Deutsche Sledge-Eishockey Liga 2012/13
Die Saison 2012/13 war die 13. Spielzeit der Deutschen Sledge-Eishockey Liga. Die Saison startete am 27. Oktober 2012 und endete am 7. April 2013. Der mehrheitlich aus Spielern der niederländischen Nationalmannschaft bestehende Liga-Neuling Kölner Eis-Klub gewann die Meisterschaft. Die SG Bremen/Adendorf war punktgleich mit dem Vorjahresmeister Ice Lions Langenhagen, hatte allerdings das bessere Torverhältnis.

## Teilnehmer
In Köln formierte sich innerhalb des Kölner EK eine neue Sledge-Eishockey-Mannschaft. Da viele Spieler von Wiehl nach Köln abwanderten, formten Wiehl und Kamen erneut in eine Spielgemeinschaft.
- SG Bremer Pirates/Adendorfer EC
- Cardinals Dresden
- Heidelberg Ice Knights
- SG Kamen/Wiehl
- Ice Lions Langenhagen
- Kölner Eis-Klub

## Modus
Die sechs teilnehmenden Mannschaften trugen die Spielzeit im Ligasystem aus. Dabei spielte jedes Team insgesamt zehnmal und somit zweimal gegen jede andere Mannschaft. Insgesamt umfasste die Saison 30 Spiele. Für einen Sieg gab es drei Punkte. Bei einem Unentschieden folgte ein Penaltyschießen. Der Sieger des Penaltyschießens erhielt zwei Punkte, der unterlegenen Mannschaft wurde ein Zähler gutgeschrieben.

## Abschlusstabelle
Abkürzungen: Sp = Spiele, S = Siege, SnP = Siege nach Penaltyschießen, NnP = Niederlage nach Penaltyschießen, N = Niederlagen, ET = Erzielte Tore, GT = Gegentore, TD = Tordifferenz, Pkt = Punkte
| Pos |                        | Sp | S | SnP | NnP | N | ET | GT  | TD   | Pkt |
| --- | ---------------------- | -- | - | --- | --- | - | -- | --- | ---- | --- |
| 1.  | Kölner Eis-Klub        | 10 | 8 | 0   | 0   | 2 | 84 | 12  | +72  | 24  |
| 2.  | SG Bremen/Adendorf     | 10 | 7 | 0   | 0   | 3 | 44 | 16  | +28  | 21  |
| 3.  | Ice Lions Langenhagen  | 10 | 7 | 0   | 0   | 3 | 45 | 24  | +19  | 21  |
| 4.  | Cardinals Dresden      | 10 | 5 | 0   | 0   | 5 | 53 | 37  | +16  | 15  |
| 5.  | SG Kamen/Wiehl         | 10 | 2 | 0   | 0   | 8 | 22 | 56  | −34  | 6   |
| 6   | Heidelberg Ice Knights | 10 | 1 | 0   | 0   | 9 | 7  | 110 | −103 | 3   |